# Nara-Park
Der Nara-Park (jap. 奈良公園, Nara-kōen) liegt in Nara, Präfektur Nara. Er misst von Ost nach West 4 km und von Nord nach Süd 2 km. Auf seinem Gebiet liegen die Tempel Tōdai-ji und Kōfuku-ji und der Schrein Kasuga-Taisha. Beliebt ist der Park wegen seiner vielen zutraulichen Sikahirsche und im Frühjahr während der Kirschblüte.

## Wichtige Feste
- Schneiden der Hirschgeweihe an den Sonn- und Feiertagen im Oktober.

Es gibt über 1.200 wilde Hirsche im Nara-Park. Den Hirschen im Nara-Park wachsen in jedem Frühjahr neue Geweihe. Diese werden bis zur Paarungszeit im Herbst hart und für die Besucher gefährlich. Aus diesem Grund werden sie von den sogenannten Seko mit Netzen und Seilen eingefangen. Das Geweih wird von einem Shintōpriester geschnitten.

## Bilder

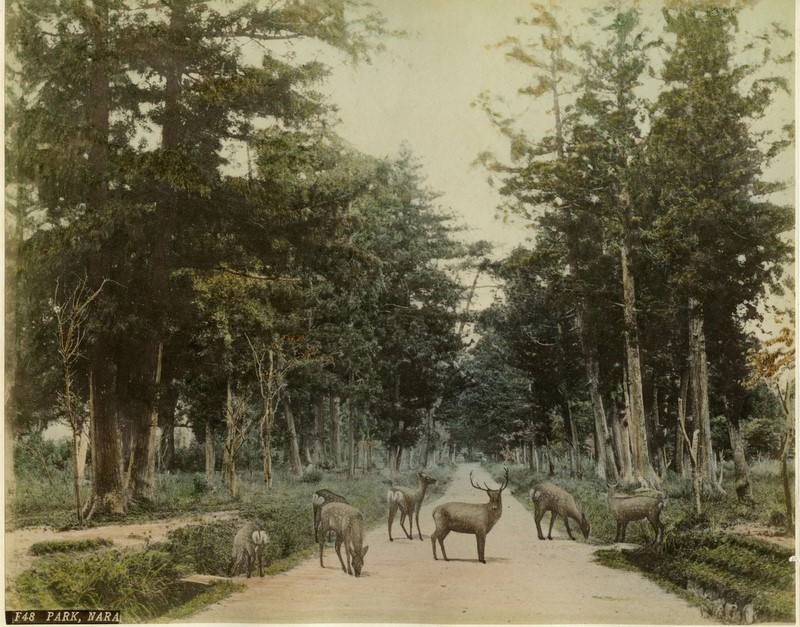
Nara-Park, Fotografie von Adolfo Farsari (1841–1898)
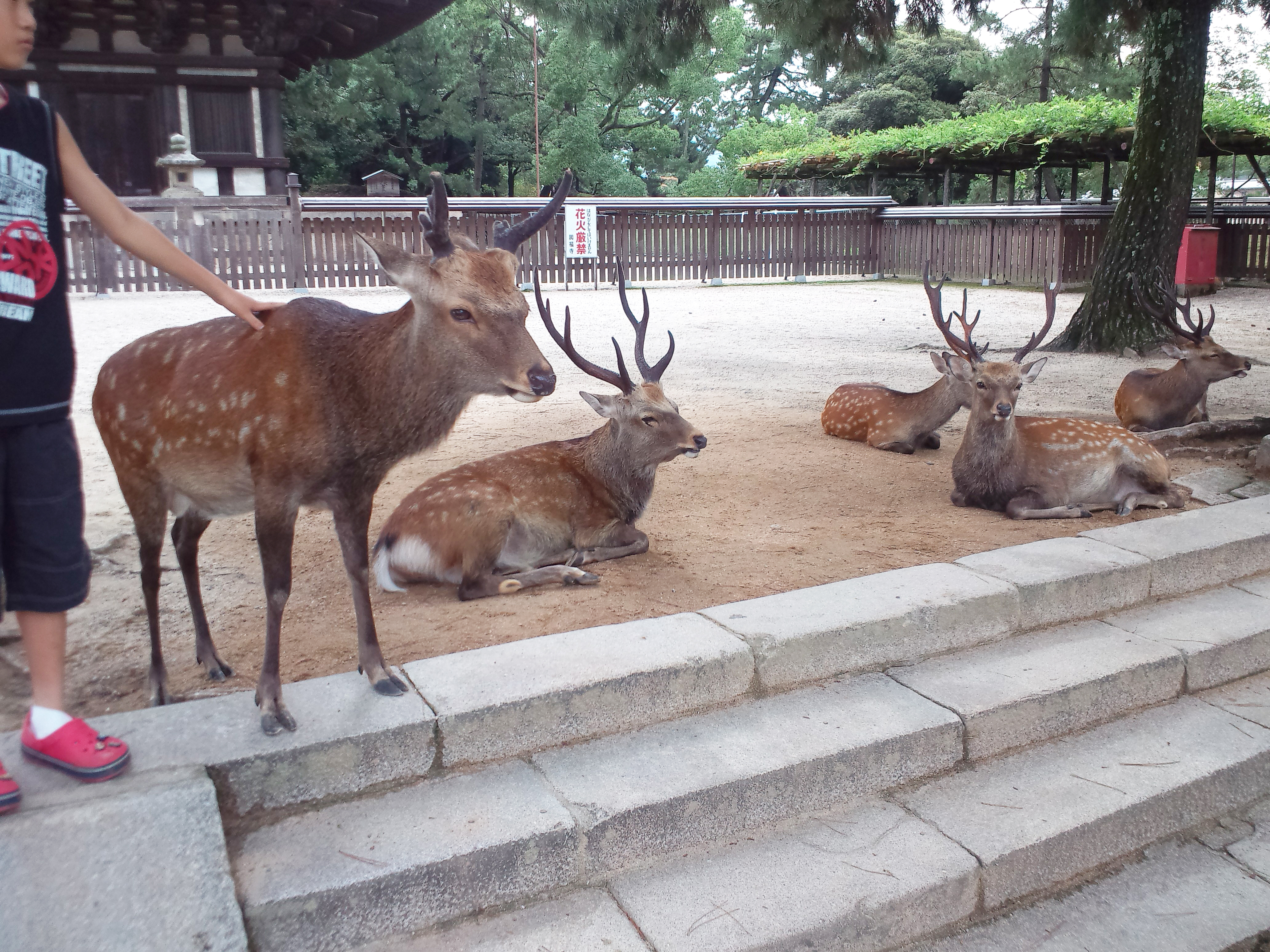
Das Wild läuft frei im Park.
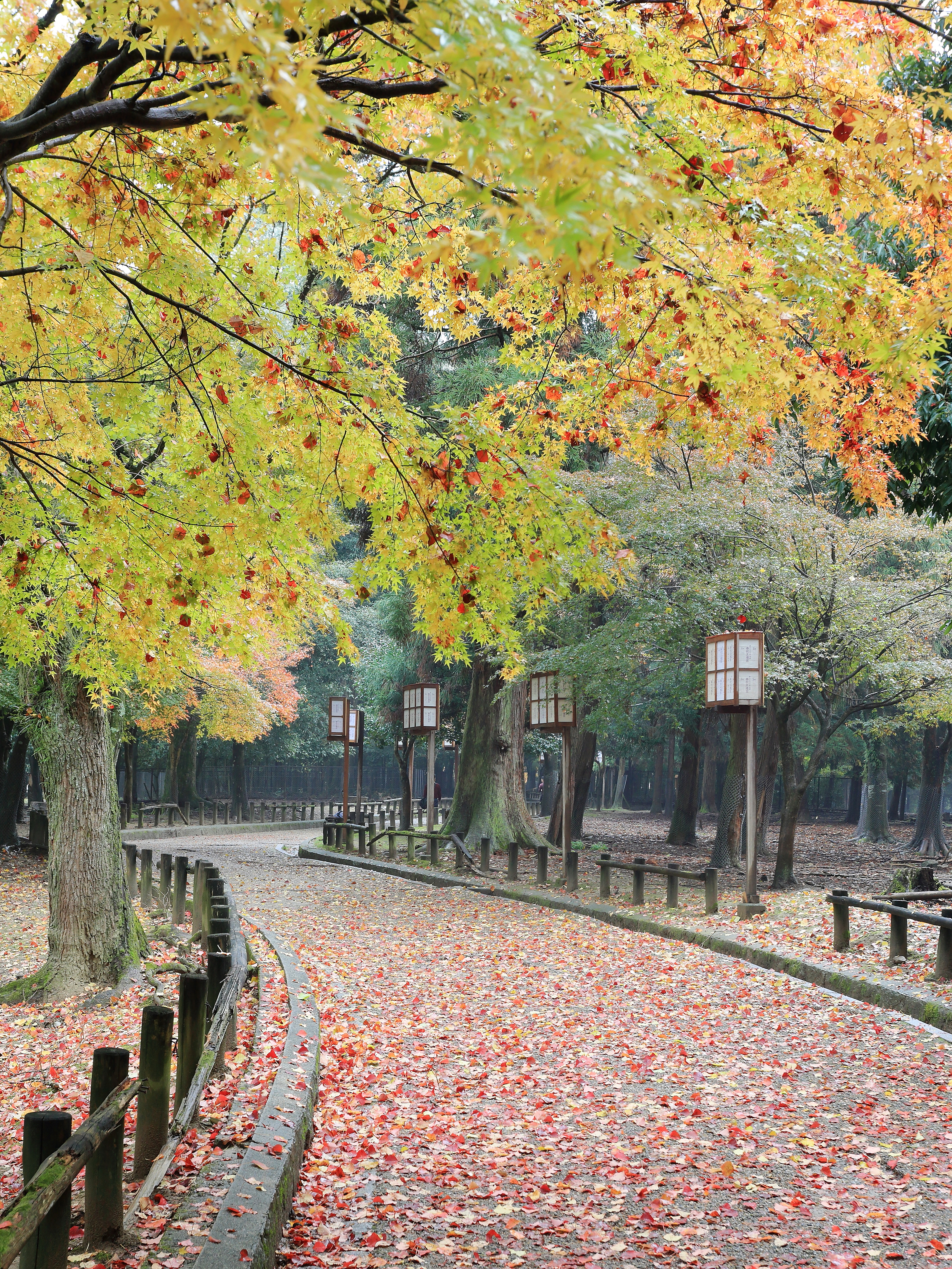
Herbstliche Impression der Parklandschaft
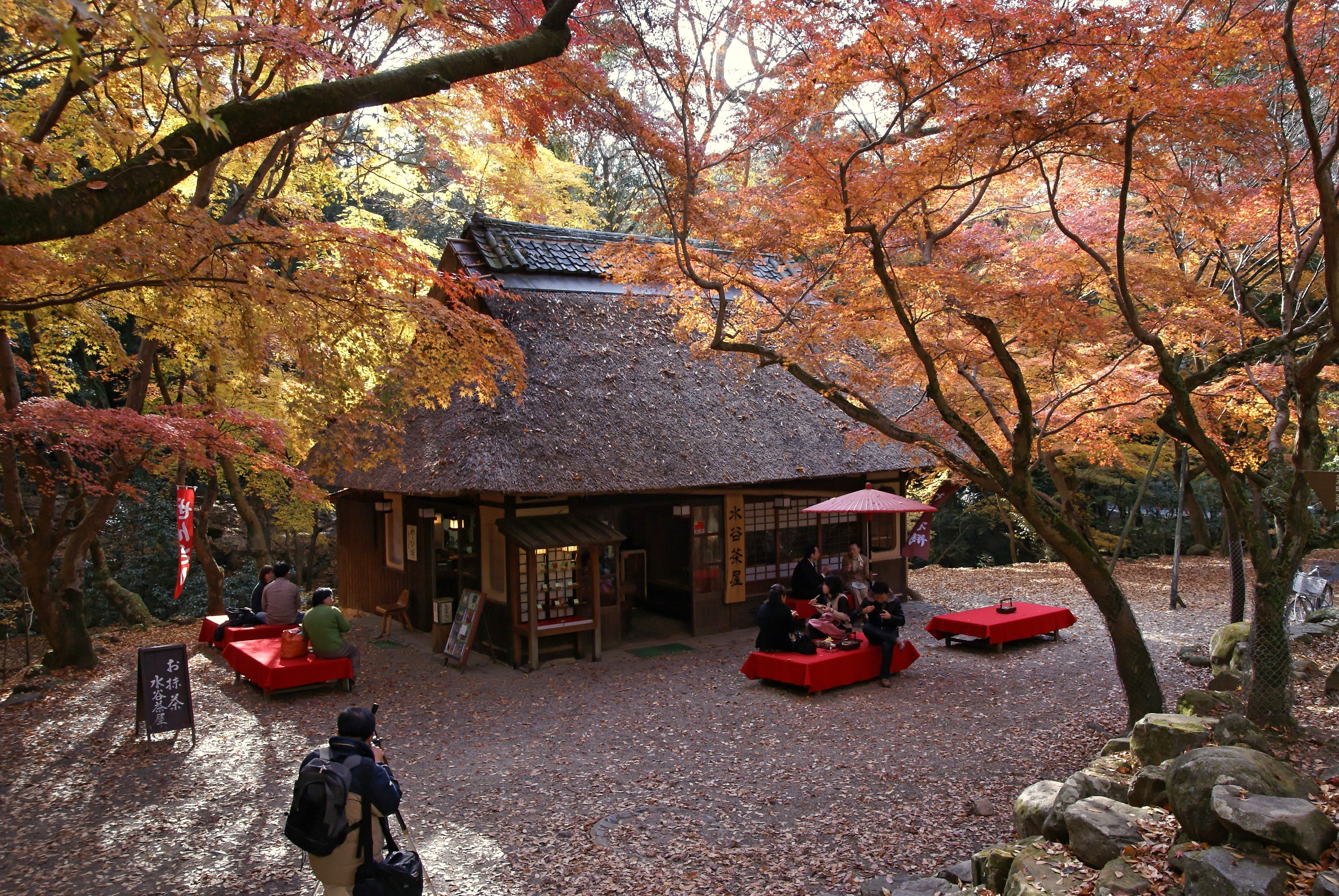
Chaya im Park, bietet Tee und Japanische Süßigkeiten